# Jared Jeffrey
Jared Michael Jeffrey, né le 14 juin 1990 à Dallas, est un joueur américain de soccer jouant au poste de milieu de terrain.

## Biographie
Jared Jeffrey est repéré par le FC Bruges lors d'un match amical avec l'équipe nationale américain U17. Il est invité en janvier 2008 à participer au stage hivernal de l'équipe et le 14 juin 2008, le jour de ses 18 ans, il signe son premier contrat pro.
Jared Jeffrey a participé à la coupe du monde des moins de 17 ans en 2007. Il était le capitaine de la sélection américaine.
Après une saison et demie au FC Bruges sans jouer en équipe première, il s'engage fin décembre 2009, pour le FSV Mayence 05 en Bundesliga.